# Thomas Barczikowski
Thomas Barczikowski (* 26. September 1963 in Mannheim) ist ein ehemaliger deutscher Eishockeyspieler, der unter anderem für den VfL Bad Nauheim, Mannheimer ERC und EHC Freiburg in der Bundesliga aktiv war. Zudem spielte der Stürmer mehr als zehn Jahre lang in der 2. Bundesliga.

## Laufbahn
Barczikowski begann 1980 seine Profilaufbahn beim VfL Bad Nauheim in der Bundesliga. Nach dessen Konkurs 1982 wechselte er zur Saison 1982/83 zum Mannheimer ERC, wo bereits sein Vater Leo Barczikowski von 1960 bis 1963 gespielt hatte, und wurde mit dieser Mannschaft 1983 und 1985 Deutscher Vizemeister. Obwohl er in seinem letzten Jahr in Mannheim 24 Scorerpunkte erzielen konnte und er in Mannheim seine erfolgreichste Zeit hatte, gelang es ihm nicht, sich auf Dauer in der obersten deutschen Spielklasse durchzusetzen. 
1985 wechselte er zurück zum 1981 neugegründeten und inzwischen bis in die 2. Bundesliga aufgestiegenen EC Bad Nauheim. Noch in der laufenden Saison wechselte er zum EC Bad Tölz, wo er lediglich neun Spiele absolvierte. Bis 1989 spielte er in der 2. Liga beim Duisburger SC und erneut beim EC Bad Nauheim. Obwohl er ausgezeichnete statistische Werte hatte, gelang ihm nur in der Saison 1989/90 während der laufenden Spielrunde nochmals die Rückkehr in die Bundesliga, diesmal zum EHC Freiburg. Letztendlich gelang ihm aber der Durchbruch in Freiburg nicht mehr und er erhielt für die neue Saison keinen neuen Vertrag mehr. 
Nach Zwischenstationen beim Krefelder EV und dem ECD Sauerland spielte er ab 1991 wieder für Bad Nauheim. Mit Ausnahme eines Abstechers zur Limburger EG in der Saison 1995/96, mit der er Meister in der 2. Liga wurde, blieb er bis zu seinem Karriereende bei seinem Heimatverein.
Dem EC Bad Nauheim blieb er als Markenbotschafter und zeitweise auch als Trainer erhalten. Dabei war er vor allem im Nachwuchsbereich tätig, übernahm in der Saison 2005/06 aber auch die Oberliga-Mannschaft. Nach sieben sieglosen Spielen in Folge legte er dieses Amt im November 2005 aber nieder.

## Erfolge und Auszeichnungen
- 1983 Deutscher Vizemeister mit dem Mannheimer ERC
- 1985 Deutscher Vizemeister mit dem Mannheimer ERC
- 1996 Meister der 2. Liga mit der Limburger EG
- 1998 Vizemeister der 1. Liga mit dem EC Bad Nauheim

## Karrierestatistik

### International
Vertrat Deutschland bei:
- U18-Junioren-Europameisterschaft 1981

(Legende zur Spielerstatistik: Sp oder GP = absolvierte Spiele; T oder G = erzielte Tore; V oder A = erzielte Assists; Pkt oder Pts = erzielte Scorerpunkte; SM oder PIM = erhaltene Strafminuten; +/− = Plus/Minus-Bilanz; PP = erzielte Überzahltore; SH = erzielte Unterzahltore; GW = erzielte Siegtore; 1 Play-downs/Relegation; Kursiv: Statistik nicht vollständig)